# Desert Wind
Desert Wind è un album della cantante israeliana Ofra Haza, pubblicato dall'etichetta discografica Teldec e distribuito dalla WEA nel 1989.
Il disco, disponibile su long playing, musicassetta e compact disc, contiene 11 brani, alla cui stesura hanno partecipato Bezalel Aloni e la stessa interprete, in 3 casi insieme ad un altro autore.

## Tracce

### Lato A
1. Wish Me Luck
2. Ya Ba Ye
3. Middle East
4. I Want to Fly
5. Slave Dream

### Lato B
1. Taw Shi
2. Mm'mma (My Brothers Are There)
3. In Ta
4. Fatamorgana (Mirage)
5. Da'asa
6. Kaddish